# Samsung Galaxy A9 Pro
Samsung Galaxy A9 Pro (2016) là dòng điện thoại thông minh do Samsung Electronics sản xuất. Điện thoại này được giới thiệu vào tháng 3 năm 2016.
Samsung Galaxy A9 Pro (2016) chạy hệ điều hành Android 6.0.1 Marshmallow. Sự khác biệt giữa Samsung Galaxy A9 (2016) và phiên bản PRO là A9 (2016) có bộ nhớ RAM 3GB, trong khi đó A9 PRO (2016) có bộ nhớ RAM 4GB.